# Tritoxa
Tritoxa är ett släkte av tvåvingar. Tritoxa ingår i familjen fläckflugor.
Kladogram enligt Catalogue of Life:
| Tritoxa | \| \| Tritoxa cuneata \| \| \| \| \| \| Tritoxa flexa \| \| \| \| \| \| Tritoxa incurva \| \| \| \| \| \| Tritoxa pollinosa \| \| \| \| \| \| Tritoxa ra \| \| \| \| |
|         | \| \| Tritoxa cuneata \| \| \| \| \| \| Tritoxa flexa \| \| \| \| \| \| Tritoxa incurva \| \| \| \| \| \| Tritoxa pollinosa \| \| \| \| \| \| Tritoxa ra \| \| \| \| |
|         | Tritoxa cuneata |
|         | |
|         | Tritoxa flexa |
|         | |
|         | Tritoxa incurva |
|         | |
|         | Tritoxa pollinosa |
|         | |
|         | Tritoxa ra |
|         | |

## Bildgalleri

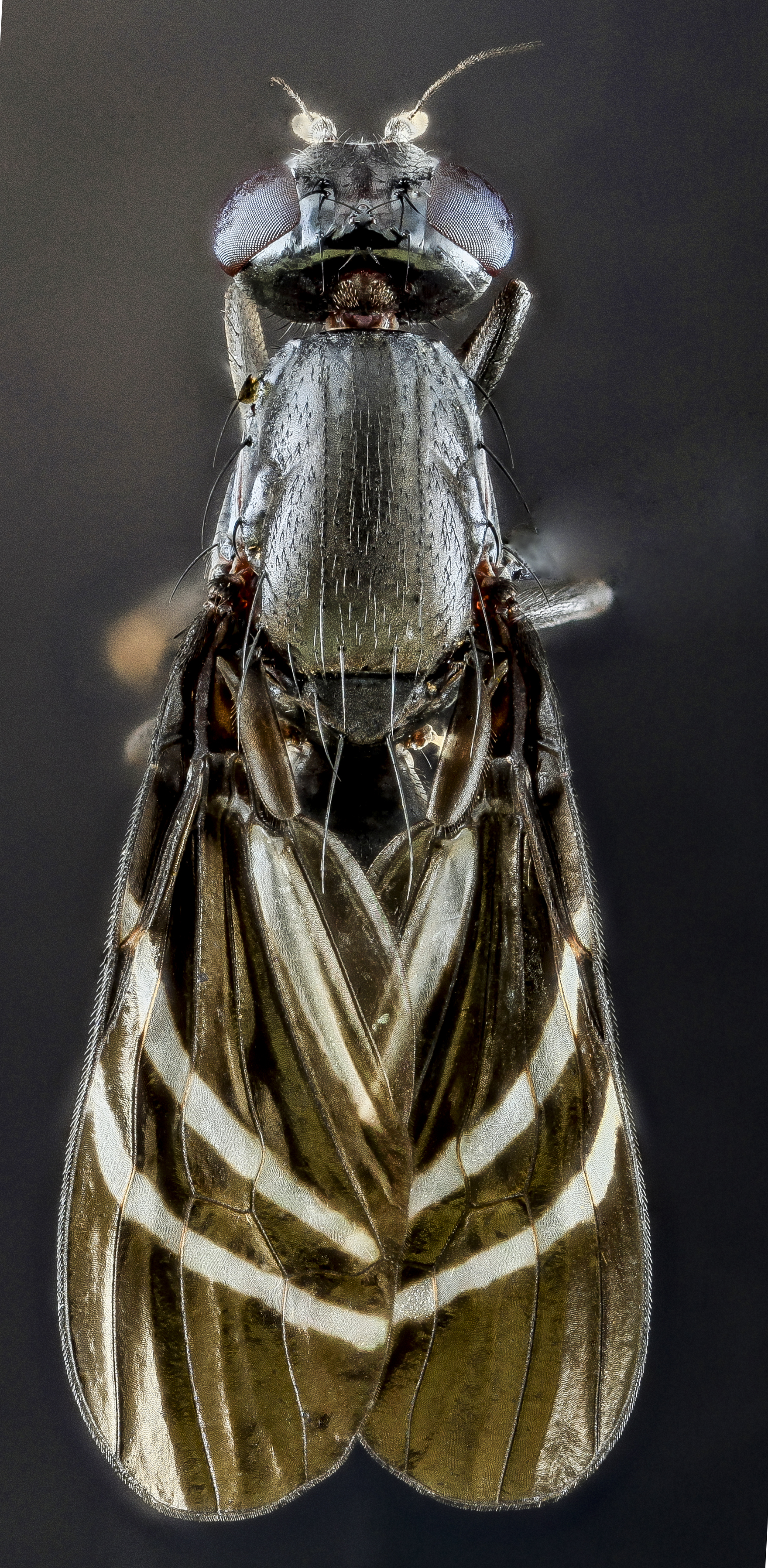